# 胡丕福
胡丕福（越南语：／，?—?），越南後黎朝广南国人物，西山朝阮岳、阮惠、阮侣兄弟的父亲。
胡丕福是胡丕康和胡士英的后裔，祖辈故居义安省兴元县傣老乡。他是西山寨的小康之家，和其子迁居到坚城邑（今绥远县富乐村）。
胡丕福育有四子，后来随母姓：阮光华、阮光岳（阮岳）、阮光惠（阮惠）、阮光泰（阮侣）。